# Карл Ламмер
Карл Ламмер (нім. Karl Lammer; 21 квітня 1920, Вайнгайм — 24 січня 1979, Фірнгайм) — німецький військовик, унтер-офіцер вермахту. Кавалер Лицарського хреста Залізного хреста.

## Біографія
4 грудня 1940 року поступив на службу в вермахт. В 1941 році служив у запасній саперній роті, згодом — в 105-му піхотному полку 72-ї піхотної дивізії. З квітня 1942 року служив у штабній роті свого полку. З вересня 1943 року — командир відділення саперного взводу своєї роти.

## Звання
- Єфрейтор (листопад 1941)
- Обер-єфрейтор (січень 1943)
- Унтер-офіцер (вересень 1943)

## Нагороди
- Залізний хрест 2-го класу (20 квітня 1942)
- Медаль «За зимову кампанію на Сході 1941/42»
- Медаль «Хрестовий похід проти комунізму» (Румунія)
- Кримський щит
- Нагрудний знак «За поранення» в чорному (березень 1943)
- Почесна застібка на орденську стрічку для Сухопутних військ (№1 830; 27 травня 1943) — за підрив моста під ворожим вогнем.
- Лицарський хрест Залізного хреста (13 січня 1944)